# ديكي هيجوتشي
ديكي هيجوتشي (باليابانية: 樋口大輝؛ بالكانا: ヒグチ ダイキ) هو لاعب كرة قدم ياباني في مركز الدفاع، ولد في 8 أبريل 1984 في ياتسوشيرو في اليابان. لعب مع Thai Honda F.C. ‏.

## وصلات خارجية
- ديكي هيجوتشي على موقع قاعدة بيانات كرة القدم.إي يو (الإنجليزية)
- ديكي هيجوتشي على موقع Soccerway.com (الإنجليزية)